# WebCT
WebCT於1995年由加拿大英屬哥倫比亞大學的Murray Goldberg教授所編寫，是一套以網頁為本的電子教學平台。這個平台提供討論版、郵件系統及實時聊天等功能。

## 使用的學院

### 香港
- 香港大學（现已全面换用Moodle系统）
- 香港中文大學
- 香港理工大學
- 香港科技大學
- 香港城市大學
- 香港嶺南大學
- 香港專業教育學院（现已全面换用Moodle系统）
- 匯基書院

### 澳門
- 澳門大學

## 外部連結
- 澳門大學網上課程 （页面存档备份，存于）